# Тройден II
Тройден II (пол. Trojden II (Trojden II); (1403/1406 — 25 июля 1427) — князь плоцкий (1426—1427), белзский (1426—1427), визненский (1426—1427) и равский (1426—1427), третий сын мазовецкого князя Земовита IV и Александры Ольгердовны. Представитель Мазовецкой линии Пястов.

## Биография
В марте 1424 года Тройден вместе с братьями Земовитом, Казимиром и Владиславом присутствовал в Кракове при коронации Софии Гольшанской, четвертой жены польского короля Владислава Ягелло.
В январе 1426 года после смерти князя плоцкого, равского, визненского и белзского Земовита IV, его сыновья Земовит V, Казимир II, Тройден II и Владислав I унаследовали отцовские владения (Плоцк, Раву, Гостынин, Сохачев, Белз, Плоньск, Завкржу и Визну). 8 сентября 1426 года мазовецкие князья Земовит, Тройден и Владислав принесли в Сандомире ленную присягу на верность польскому королю Владиславу II Ягелло.
Тройден II не был женат и не оставил потомства.